# سيف الدين درويش
سيف الدين درويش (مواليد 5 مايو 2003) وهو لاعب كرة قدم أردني محترف يلعب في خط الوسط لنادي الحسين الأردني في الدوري الأردني للمحترفين ودرع الأردن والمنتخب الأردني.

## المسيرة الرياضية
- منتخب الأردن لكرة القدم تحت 23 سنة

شارك درويش في كأس آسيا تحت 23 عامًا كما انه شارك في 3 مباريات من تلك البطولة. 
- الحسين

لعب درويش مع نادي الحسين في درع الأردن والدوري الأردني ودوري أبطال آسيا، حيث لعب أساسياً وكبديلاً في بعض المباريات 